# Athenry
Athenry (irsk: Baile Átha an Rí, "byen ved kongens vadested") er en by i County Galway, Irland, der ligger omkring 25 km øst for Galway. Nogle af byens attraktioner i den middelalderlige by er bymuren, Athenry Castle, dets kloster og vejnettet fra 1200-tallet. Byen er også kendt fra sangen "The Fields of Athenry".
Bymuren i Athenry er en af de mest velbevarede i Irland, idet over 70% af den oprindelige mur stadig står, sammen med nogle af tårnene og den oprindelige North gate. Dele af Lorro Gate blev udgravet i 2007 i forbindelse med anlæggelse af en vej.